# Sandro Aparecido de Oliveira Paiva
Sandro Aparecido de Oliveira Paiva (Volta Redonda, 20 de novembro de 1970) é um ex-futebolista brasileiro que jogava como goleiro, que fez fama no Volta Redonda (é o 4º atleta que mais vestiu a camisa do clube). Atualmente joga showbol, também pelo Volta Redonda.

## Carreira

### No Volta Redonda
Sandro chegou ao Volta Redonda em 1987, na época estava nos juniores. Ficou até 1990. Depois voltou em 92, ficando até 2001. A sua terceira passagem como jogador do Tricolor de Aço foi entre 2003 a 2008, onde participou das principais conquistas do clube, que foram conquistadas em 2005.
É o 4o atleta que mais vestiu a camisa do clube, com 129 jogos.
| Ano   | Clube     |
| ----- | --------- |
| 1994  | 20 jogos  |
| 1995  | 42 jogos  |
| 1996  | 4 jogos   |
| 1997  | 3 jogos   |
| 1998  | 26 jogos  |
| 1999  | 5 jogos   |
| 2000  | 13 jogos  |
| 2001  | 2 jogos   |
| 2002  | 2 jogos   |
| 2005  | 3 jogos   |
| 2007  | 8 jogos   |
| 2008  | 1 jogo    |
| Total | 129 jogos |

### Outros Clubes
Além do Volta Redonda, Sandro atuou também pela Portuguesa-SP (90/91), Americano-RJ (2001) e Goiatuba (2002).

### Fora dos Gramados
Fora dos gramados, Sandro exerceu a função de treinador de goleiros entre os anos de 2008 a 2010. No início de 2011, supervisionou a equipe de juniores do Voltaço. Desde 2013, é goleiro da equipe de showbol do Voltaço.

## Títulos

### Com o Volta Redonda
- Tetracampeão da Copa Rio: 1994, 1995, 1999 e 2007.
- Tricampeão do Interior: 1994, 1995 e 1998.
- Campeonato Carioca (2ª divisão): 2004
- Copa Finta Internacional com o Volta Redonda: 2005
- Campeão da Taça Guanabara: 2005
- Vice-campeão do Campeonato Carioca: 2005
- Vice-campeão da Copa do Brasil: 2005